# Coos
De Coos zijn een indiaans volk dat oorspronkelijk bij de Coos Bay in de Amerikaanse staat Oregon woonde. Ze spraken Hanis en Miluk, twee talen die samen de taalfamilie van de Coostalen vormen. Cultureel gezien behoorden ze tot de indianen van de Noordwestkust.  De Coos woonden verspreid over ongeveer 50 nederzettingen van langhuizen en leefden net als andere volken in de regio als sedentaire jager-verzamelaars. 's Winters woonden ze in winterdorpen, die zich gewoonlijk vlak bij een bron van water bevonden, en in de zomer trokken ze naar zomerdorpen meer stroomopwaarts, om de migratie van vissen te volgen. In 1806 kwamen ze voor het eerst in contact met blanken, toen de expeditie van Lewis en Clark gevangen Coos aantrof bij de Clatsop en Tillamook. In de decennia daarna hadden de Coos zwaar te lijden onder Europese ziektes waar ze geen weerstand tegen hadden. In 1836 werden de dorpen rond de Coos Bay getroffen door een mazelenepidemie, waardoor de bevolking daalde van 2000 naar 800 personen. In 1855 sloten ze samen met de Siuslaw en Lower Umpqua een verdrag met de Amerikaanse overheid waarbij kolonisten zich op hun land mochten vestigen in ruil voor onder meer voedsel, kleding en werk. Het Congres ratificeerde het verdrag echter niet, en in 1860 werden de stammen verplaatst naar het Alsea Subagency bij Yachats. In de 17 jaar voordat dat gebied open werd gesteld voor kolonisatie overleed de helft van hen als gevolg van ziekte, honger en slechte behandeling. In 1916 organiseerden de drie stammen zich formeel als de Confederated Tribes of Coos, Lower Umpqua and Siuslaw Indians. In 2000 identificeerden nog 374 inwoners van de Verenigde Staten zich als Coos.